# 第38集团军 (苏联)
第38集团军是苏联陆军的一个集团军，建立于1941年8月。
曾参加第二次世界大战苏德战争，镇压1956年匈牙利革命及镇压布拉格之春的军事行动，1991年苏联解体后划归为新成立的乌克兰。知名指挥官有基里尔·莫斯卡连科和哈吉·乌玛·捷奥洛维奇·曼苏洛夫。